# Shohachi Ishii
Shohachi Ishii (Tokio, Japón, 20 de septiembre de 1926-4 de enero de 1980) fue un deportista japonés especialista en lucha libre olímpica donde llegó a ser campeón olímpico en Helsinki 1952.

## Carrera deportiva
En los Juegos Olímpicos de 1952 celebrados en Helsinki ganó la medalla de oro en lucha libre olímpica estilo peso gallo, por delante del soviético Rashid Mammadbeyov (plata) y del indio Khashaba Dadasaheb Jadhav (bronce).